# Безас
Безас (фр. Besace) насеље је и општина у североисточној Француској у региону Шампањ-Арден, у департману Ардени која припада префектури Седан.
По подацима из 2011. године у општини је живело 107 становника, а густина насељености је износила 7,66 становника/km². Општина се простире на површини од 13,97 km². Налази се на средњој надморској висини од 244 метара.

## Демографија
| 1962. | 1968. | 1975. | 1982. | 1990. | 1999. | 2011. |
| ----- | ----- | ----- | ----- | ----- | ----- | ----- |
| 166   | 173   | 165   | 129   | 132   | 133   | 107   |

График промене броја становника у току последњих година